# Jordanoleiopus ugandicola
Jordanoleiopus ugandicola es una especie de escarabajo longicornio del género Jordanoleiopus, tribu Acanthocinini, familia Cerambycidae. Fue descrita científicamente por Breuning en 1964.

## Distribución
Se distribuye por Uganda.

## Descripción
La especie mide 4 milímetros de longitud.